# Brian Peña
Brian Peña Perez-Vico, noto semplicemente come Brian Peña (Vilafranca del Penedès, 20 giugno 2002) è un calciatore spagnolo, centrocampista del Riga FC.

## Caratteristiche tecniche
È un calciatore duttile che può giocare sia come trequartista che come ala ed infine anche come centrocampista centrale. Possiede un'innegabile qualità tecnica, una buona visione di gioco ed è anche bravo nel dribbling.
Per qualità e stile di gioco è stato spesso paragonato al brasiliano Philippe Coutinho.

## Carriera
Nato a Vilafranca del Penedès, inizia a giocare a calcio nel FCB Escola all'età di 4 anni. All'età di 9 anni si trasferisce al Damm dove attira l'attenzione di grandi club trasferendosi dapprima all'Espanyol, nel 2016, e poi al Barcellona, nel 2018.
Nel 2021, dopo essere rimasto svincolato dai catalani, viene acquistato dagli slovacchi dello Zemplín Michalovce; con cui debutta nella gara di campionato contro il Senica del 16 ottobre 2021. Un mese dopo trova anche la sua prima marcatura in campionato, nell'incontro perso per 4-2 contro l'AS Trenčín.

## Statistiche

### Presenze e reti nei club
Statistiche aggiornate al 13 ottobre 2022.
| Stagione        | Squadra            | Campionato      | Campionato | Campionato | Coppe nazionali | Coppe nazionali | Coppe nazionali | Coppe continentali | Coppe continentali | Coppe continentali | Altre coppe | Altre coppe | Altre coppe | Totale | Totale |
| Stagione        | Squadra            | Comp            | Pres       | Reti       | Comp            | Pres            | Reti            | Comp               | Pres               | Reti               | Comp        | Pres        | Reti        | Pres   | Reti   |
| --------------- | ------------------ | --------------- | ---------- | ---------- | --------------- | --------------- | --------------- | ------------------ | ------------------ | ------------------ | ----------- | ----------- | ----------- | ------ | ------ |
| 2021-2022       | Zemplín Michalovce | SL              | 8+5        | 1+0        | CS              | 1               | 0               |                    | -                  | -                  |             | -           | -           | 14     | 1      |
| 2022-2023       | Zemplín Michalovce | SL              | 12         | 2          | CS              | 0               | 0               |                    | -                  | -                  |             | -           | -           | 12     | 2      |
| Totale carriera | Totale carriera    | Totale carriera | 25         | 3          |                 | 1               | 0               |                    | -                  | -                  |             | -           | -           | 26     | 3      |